# Dystrykt Zota
Dystrykt Zota – dystrykt w hrabstwie Bong, w północnej części Liberii. 
Położony jest 190 km na północny-wschód od stolicy kraju – Monrovii. Dystrykt znajduje się przy granicy z Gwineą. 
W 2020 łączna powierzchnia lasów w dystrykcie Zota wyniosła 66 100 ha, co stanowiło ponad 90% całkowitej powierzchni dystryktu. 

## Demografia
Według spisu ludności z 2008 roku jednostka liczyła sobie 18 934 mieszkańców. Natomiast według spisu ludności przeprowadzonego w 2022 roku, dystrykt ma populację liczącą 22 206 mieszkańców, co czyni go ósmym co do wielkości zaludnienia dystryktem w hrabstwie.
Dane z 2008:
| Opis      | Ogółem | Ogółem | Mężczyźni | Mężczyźni | Kobiety | Kobiety |
| --------- | ------ | ------ | --------- | --------- | ------- | ------- |
| Jednostka | osób   | %      | osób      | %         | osób    | %       |
| Populacja | 18 934 | 100    | 9 494     | 50,1      | 9 479   | 49,9    |

Dane z 2022:
| Opis      | Ogółem | Ogółem | Mężczyźni | Mężczyźni | Kobiety | Kobiety |
| --------- | ------ | ------ | --------- | --------- | ------- | ------- |
| Jednostka | osób   | %      | osób      | %         | osób    | %       |
| Populacja | 22 206 | 100    | 11 201    | 50,4      | 11 005  | 49,6    |

## Sąsiednie dystrykty
Jorquelleh, Panta, Salayea, Sanoyeah, Suakoko, Yarwein Mehnsonnoh